# Église Saint-Joseph de Munich
Pour les articles homonymes, voir Église Saint-Joseph.
L'église Saint-Joseph (Josephskirche) est un édifice religieux catholique de Munich (Bavière) du nord du quartier de Maxvorstadt de style néo-baroque, construite entre 1898 et 1902 par l'architecte Hans Schürr. Construite en lien avec un couvent de Capucins et église paroissiale depuis 1913, elle est encore aujourd'hui (2016) desservie par des prêtres Capucins.

## Histoire
Le nouveau quartier de Maxvorstadt, qui se trouve au nord de la vieille ville, est presque entièrement construit en 1900, et le besoin d'édifier une nouvelle paroisse au nord à la limite du quartier de Schwabing est donc rempli avec la nouvelle église, dédiée à saint Joseph. Cette partie appartenait à la paroisse de l'église Saint-Louis de Munich. L'archidiocèse avait invité les Capucins à fonder un nouveau couvent en 1896. Ils arrivent deux ans plus tard et l'archevêque, Mgr Josef von Stein, consacre l'église le 15 juin 1902. Elle est d'abord filiale de Saint-Louis et devient paroisse à part entière en 1913.

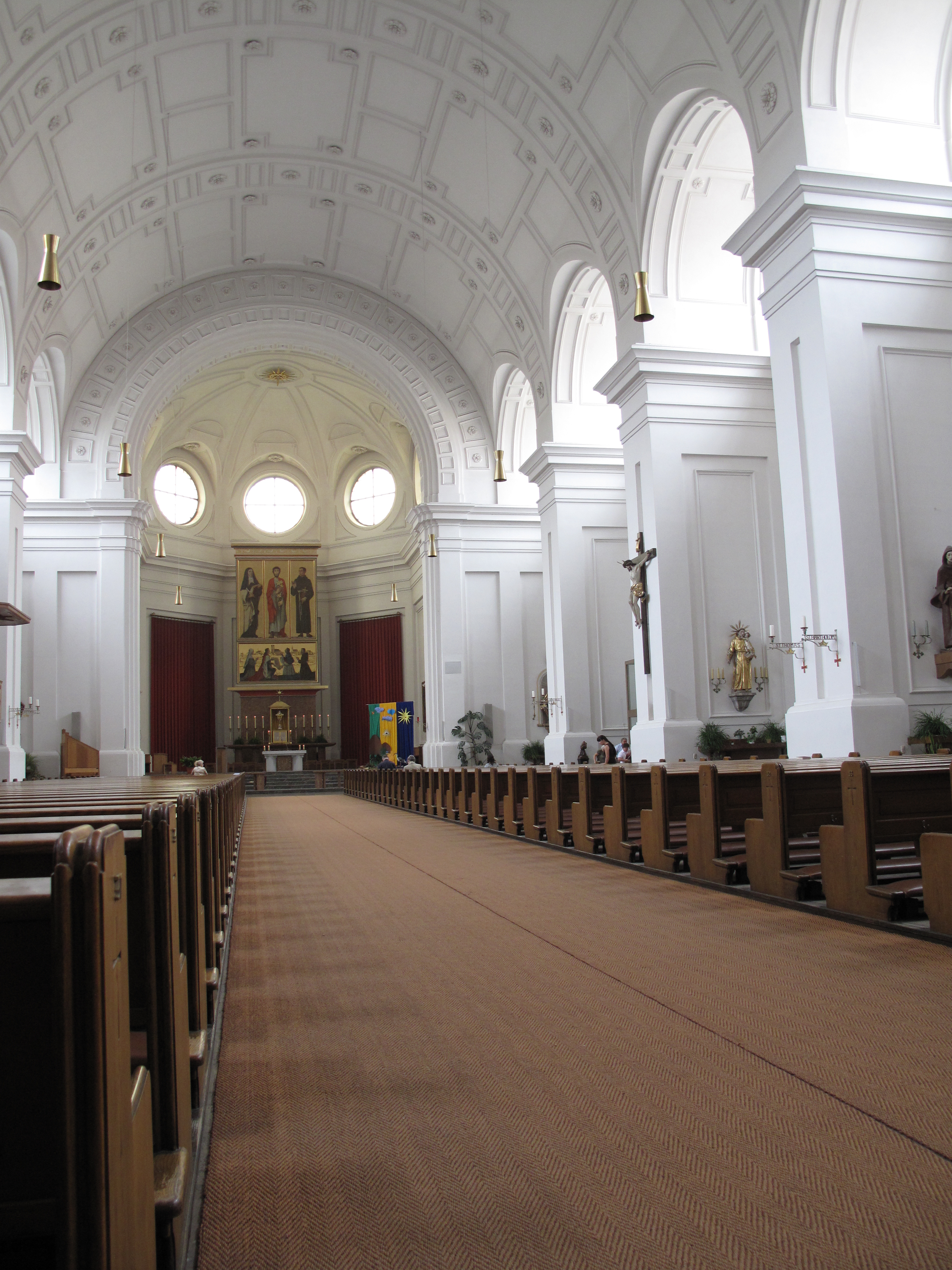
Intérieur de l'église

Deux bombes américaines endommagent gravement Saint-Joseph le 13 juin 1944. Le mobilier intérieur est détruit, en particulier le chemin de croix monumental de Gebhard Fugel. Le quartier de Maxvorstadt est sévèrement atteint, un tiers de la population se retrouve sans toit. On construit une chapelle de bois en 1946 pour servir aux paroissiens de Saint-Joseph pendant les travaux de reconstruction. La toiture de Saint-Joseph est enfin posée en 1950 et Mgr Scharnagl consacre le nouvel autel le 6 juin 1952.
L'église est restaurée entre 1984 et 1990.